# Леми-ду-Праду
Леми-ду-Праду (порт. Leme do Prado) — муниципалитет в Бразилии, входит в штат Минас-Жерайс. Составная часть мезорегиона Жекитиньонья. Входит в экономико-статистический микрорегион Капелинья. Население составляет 4883 человека на 2006 год. Занимает площадь 281,305 км². Плотность населения — 17,4 чел./км².

## История
Город основан 22 декабря 1995 года. 

## Статистика
- Валовой внутренний продукт на 2003 год составляет 10 560 291,00 реалов (данные: Бразильский институт географии и статистики).
- Валовой внутренний продукт на душу населения на 2003 год составляет 2192,75 реалов (данные: Бразильский институт географии и статистики).
- Индекс развития человеческого потенциала на 2000 год составляет 0,683 (данные: Программа развития ООН).